# Charles et Marie-Laure de Noailles
Pour plus de détails, voir Fiche technique et Distribution.
Charles et Marie-Laure de Noailles est un film documentaire français réalisé par Patrick Mimouni et produit par Arte et les Films du Labyrinthe en 1990.

## Synopsis
Une réflexion sur le mécénat de Charles et Marie-Laure de Noailles, et sur leurs rapports avec les artistes qu’ils soutinrent : Robert Mallet-Stevens, Pierre Chareau, Man Ray, Salvador Dalí, Luis Buñuel, Alberto Giacometti, Jean Cocteau, Balthus, etc. Mais s’ils furent des mécènes exceptionnels, les Noailles sont aussi des artistes à leur manière, des « stylistes ». Ce film leur rend hommage.

## Fiche technique
- Titre : Charles et Marie-Laure de Noailles
- Réalisation : Patrick Mimouni
- Scénario et commentaire : Patrick Mimouni
- Image : Florent Montcouquiol
- Son : Rémy Attal, Gérard Rousseau
- Montage : Patrick Mimouni
- Production exécutive : Bruno Anthony de Trigance
- Produit par Les films du Labyrinthe et Arte (Thierry Garrel)
- Pays :  France
- Langue originale : français
- Lieux : Paris, Hyères, Fontainebleau, Grasse
- Époque : années 1920-1970
- Genre : documentaire
- Format : couleur - 1,33:1 - 16 mm
- Durée : 61 minutes (version courte), 90 minutes (version longue)
- Première diffusion : Arte, 1991.

## Distribution
- François-Marie Banier
- Pierre Bergé
- Edmonde Charles-Roux
- Jean-Louis de Faucigny-Lucinge
- Philippine de Ganay
- James Lord
- Bernard Minoret